# Bahrein az olimpiai játékokon
Bahrein a 2012-es olimpiával együtt összesen hét nyári játékokon vett részt, de téli játékokon egyszer sem képviseltették magukat.
Bahrein az első hét olimpiáján egy érmet szerzett, azonban Rasíd Ramzit doppingvétség miatt később eltiltották, és elvették a 2008-as aranyérmét. 2012-ben, Londonban Marjam Dzsamál révén Bahrein megszerezte első érmét az olimpiai játékok történetében.
A Bahreini Olimpiai Bizottság 1978-ban alakult meg, a NOB 1979-ben vette fel tagjai közé.

## Éremtáblázatok

### Érmek a nyári olimpiai játékokon
| Olimpia              | Arany | Ezüst | Bronz | Összesen |
| 1984, Los Angeles    | 0     | 0     | 0     | 0        |
| 1988, Szöul          | 0     | 0     | 0     | 0        |
| 1992, Barcelona      | 0     | 0     | 0     | 0        |
| 1996, Atlanta        | 0     | 0     | 0     | 0        |
| 2000, Sydney         | 0     | 0     | 0     | 0        |
| 2004, Athén          | 0     | 0     | 0     | 0        |
| 2008, Peking         | 0     | 0     | 0     | 0        |
| 2012, London         | 1     | 0     | 0     | 1        |
| 2016, Rio de Janeiro | 1     | 1     | 0     | 2        |
| 2020, Tokió          | 0     | 1     | 0     | 1        |
| 2024, Párizs         | 2     | 1     | 1     | 4        |
| Összesen             | 4     | 3     | 1     | 8        |

## Érmek sportáganként

### Érmek a nyári olimpiai játékokon sportáganként
| Bahrein érmei a nyári olimpiai játékokon sportáganként | Bahrein érmei a nyári olimpiai játékokon sportáganként | Bahrein érmei a nyári olimpiai játékokon sportáganként | Bahrein érmei a nyári olimpiai játékokon sportáganként | Az olimpiai zászlaja |

| Sportág    | Arany | Ezüst | Bronz | Összesen |
| ---------- | ----- | ----- | ----- | -------- |
| Atlétika   | 3     | 3     | 0     | 6        |
| Birkózás   | 1     | 0     | 0     | 1        |
| Súlyemelés | 0     | 0     | 1     | 1        |
| Összesen   | 4     | 3     | 1     | 8        |